# Christian Bethancourt
Christian Gabriel Bethancourt (né le 27 janvier 1990 à Panama) est un receveur des Marlins de Miami de la Ligue majeure de baseball.

## Carrière
Christian Bethancourt signe son premier contrat professionnel en 2008 avec les Braves d'Atlanta. Il fait ses débuts dans le baseball majeur le 29 septembre 2013 comme frappeur suppléant pour les Braves dans un match face aux Phillies de Philadelphie.
Il réussit son premier coup sûr dans les majeures à son premier match de la saison 2014 joué avec les Braves, le 28 juin, aux dépens du lanceur Mario Hollands des Phillies de Philadelphie. Il en réussit 28 pour une moyenne au bâton de ,248 et récolte 9 points produits en 31 matchs pour Atlanta en 2014.
En 80 matchs joués sur 3 saisons, de 2013 à 2015, pour Atlanta, Bethancourt frappe pour ,219 de moyenne au bâton avec deux circuits et 21 points produits. Son premier circuit dans les majeures est frappé le 6 juin 2015 face au lanceur Vance Worley des Pirates de Pittsburgh, et il brise une égalité de 4-4 pour procurer la victoire aux Braves en fin de 9e manche.
En 2015, on lui confie le poste de receveur à temps plein des Braves, mais le joueur de 24 échoue et connaît un si mauvais début de saison qu'il est renvoyé aux ligues mineures.
Le 10 décembre 2015, les Braves échangent Bethancourt aux Padres de San Diego pour le lanceur droitier Casey Kelly et le receveur de 17 ans Ricardo Rodriguez.